# Šahovska olimpijada 1930.
3. Šahovska olimpijada održana je 1930. u Njemačkoj. Grad domaćin bio je Hamburg.

## Poredak osvajača odličja
| Mj. | Država   | Bodova | Igrači |
| --- | -------- | ------ | ------ |
| 1.  | Poljska  | 48,5   |        |
| 2.  | Mađarska | 47,0   |        |
| 3.  | Njemačka | 44,5   |        |

| Pobjednici          |
| ------------------- |
| Poljska Prvi naslov |